# Serra do Buçaco
A serra do Buçaco, tradicionalmente designada pelo menos desde o século XVIII, e até ao século XX, como serra do Bussaco,  é uma elevação de Portugal Continental, com 549 metros de altitude na zona do marco geodésico, situado no seu planalto, e não no miradouro da Cruz Alta, como erradamente é referenciado e com a orientação NO - SE que começa na zona do Ninho de Águia e termina na famosa Livraria do Mondego. Em tempos foi também chamada serra de Alcoba. Abrange os concelhos da Mealhada, Mortágua, Penacova e na sua extensão contém a Mata Nacional do Buçaco (Mealhada), o conjunto de moinhos de vento da Portela da Oliveira, o santuário da Senhora do Monte Alto e parte da Livraria do Mondego, os três em Penacova. É também nesta serra que são captadas as águas do Luso e Caldas de Penacova.
A mata que existe ainda hoje na Serra do Buçaco foi mandada plantar pela Ordem dos Carmelitas Descalços no primeiro quarto do século XVII; os Carmelitas construíram também aí o Convento de Santa Cruz do Buçaco, destinado a albergar essa ordem monástica, e que existiu entre 1628 e 1834, data da extinção das ordens religiosas em Portugal. Presentemente, no seu lugar existe o Hotel Palace Buçaco.
A Mata Nacional do Buçaco, considerada área protegida, possui espécies vegetais do mundo inteiro, algumas gigantescas, além do mundialmente célebre cedro-do-buçaco (Cupressus lusitanica).
Foi nesta serra que se travou a batalha do Buçaco em 1810, entre as forças anglo-lusas comandadas pelo Duque de Wellington, de um lado, e as francesas comandadas por André Massena, de outro, facto que é recordado no Museu Militar do Buçaco.

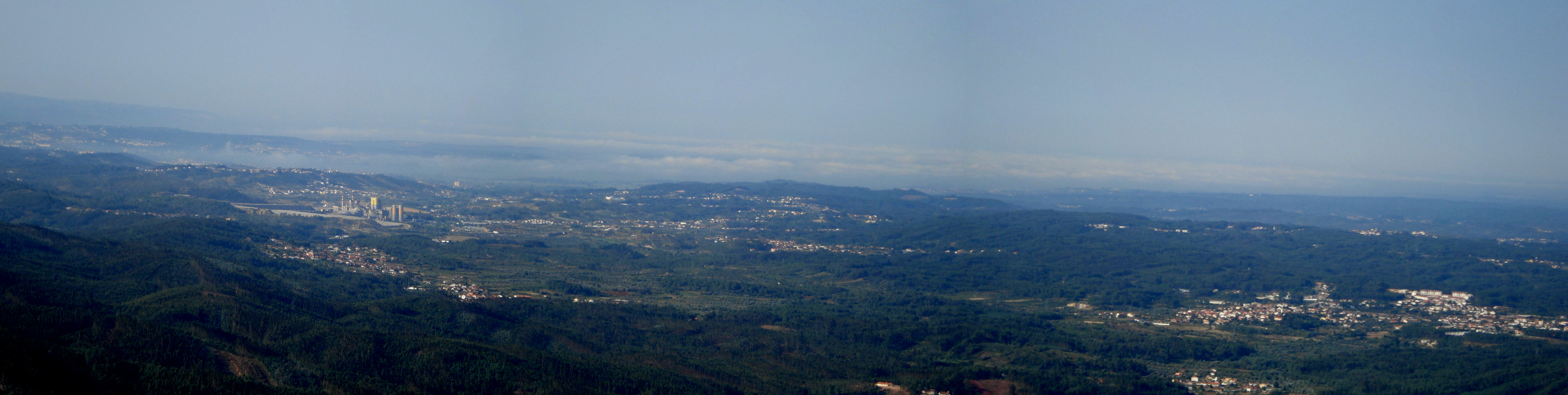
Fotomontagem da paisagem a partir do miradouro da Cruz Alta (Buçaco) desde Souselas até Pampilhosa

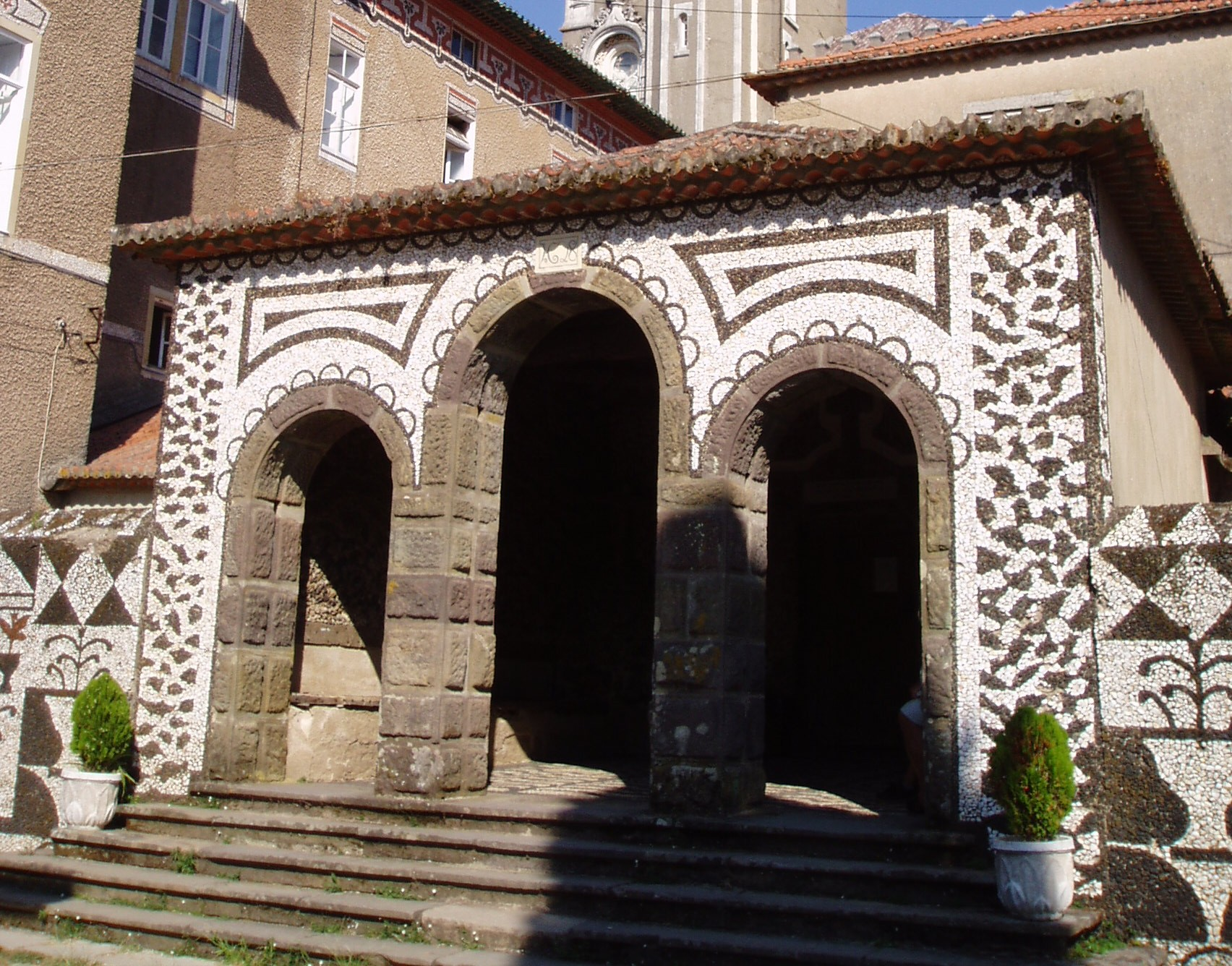
Convento de Santa Cruz
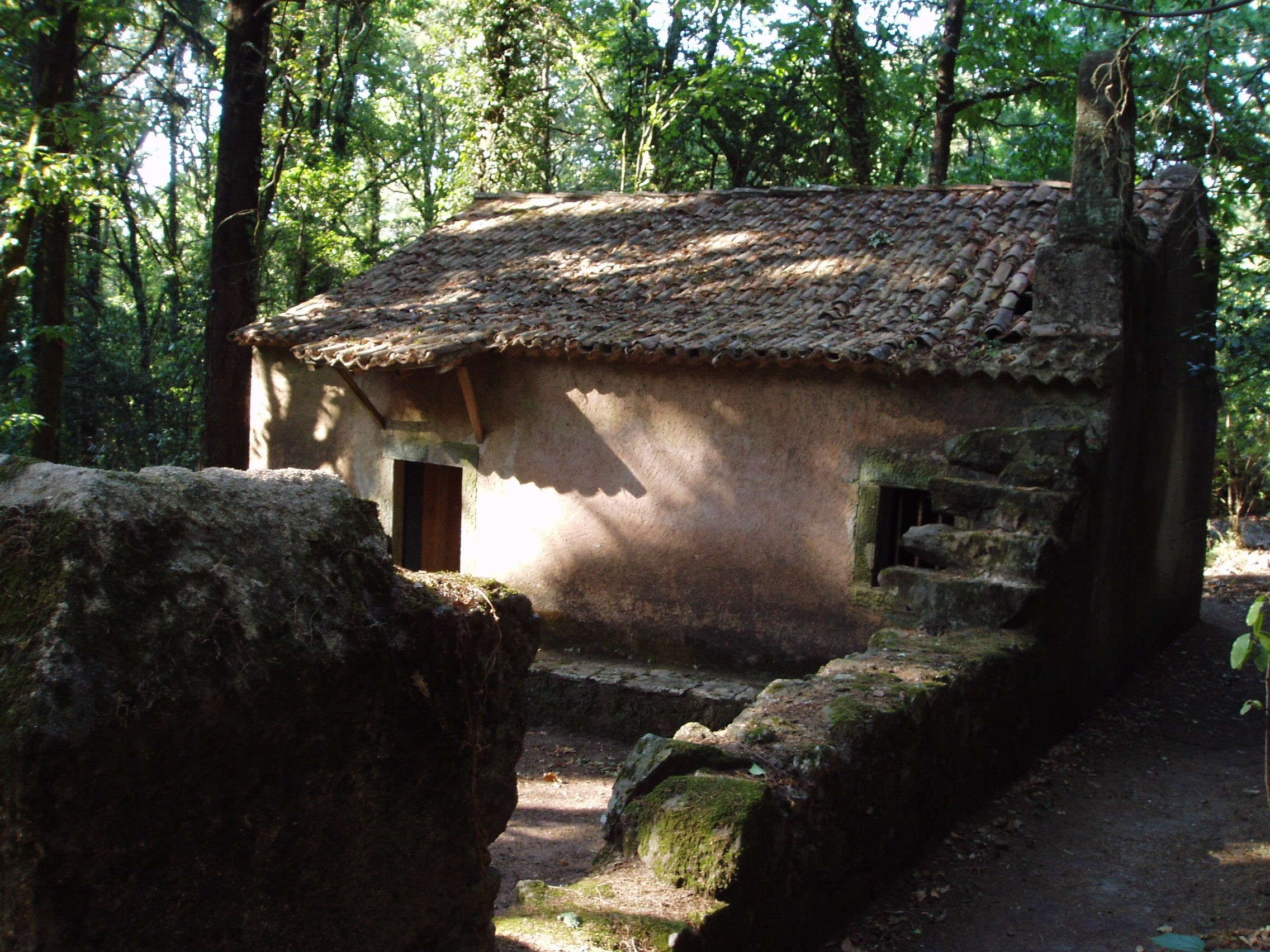
Ermida do Buçaco
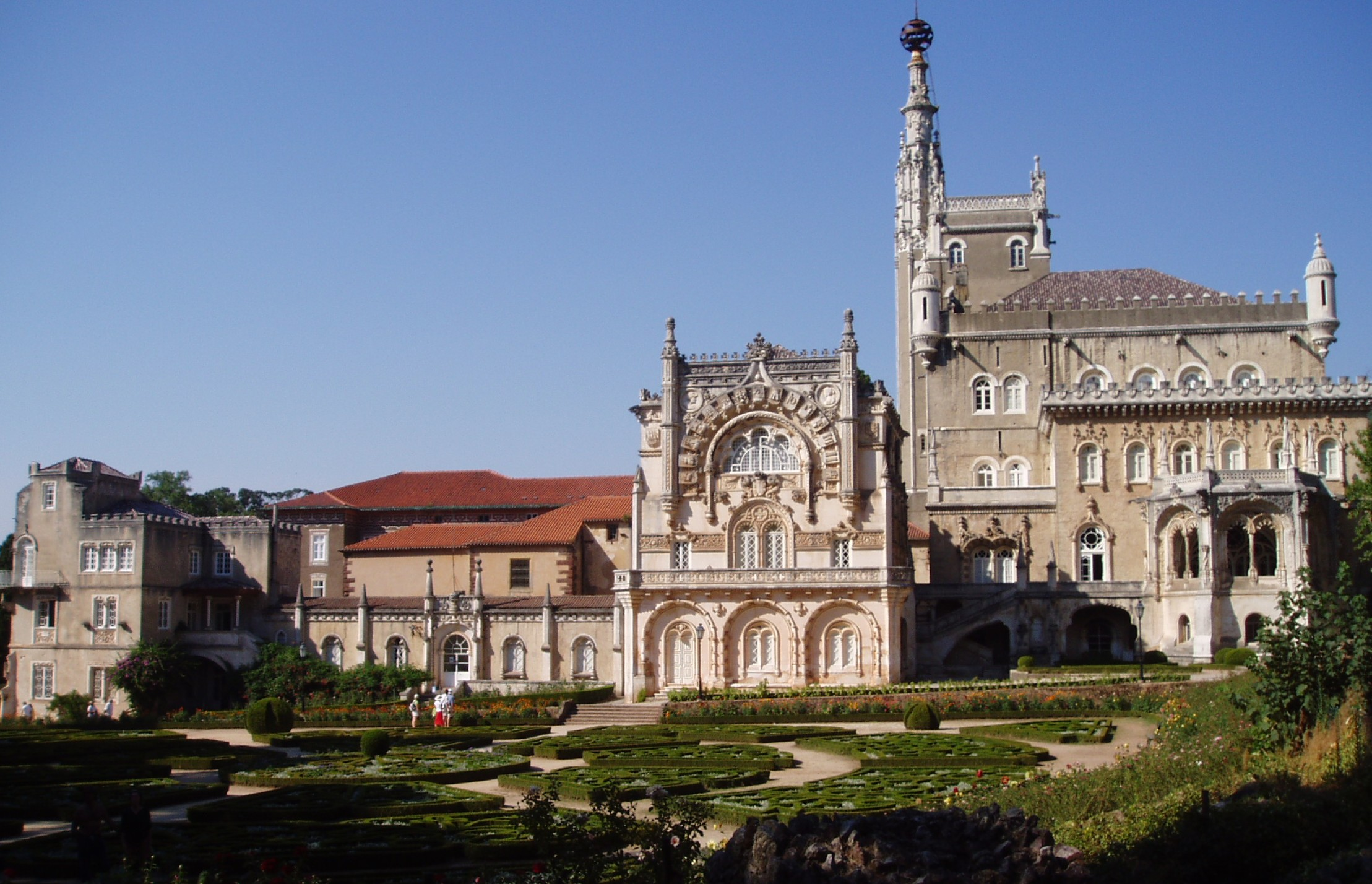
Palace Hotel do Buçaco
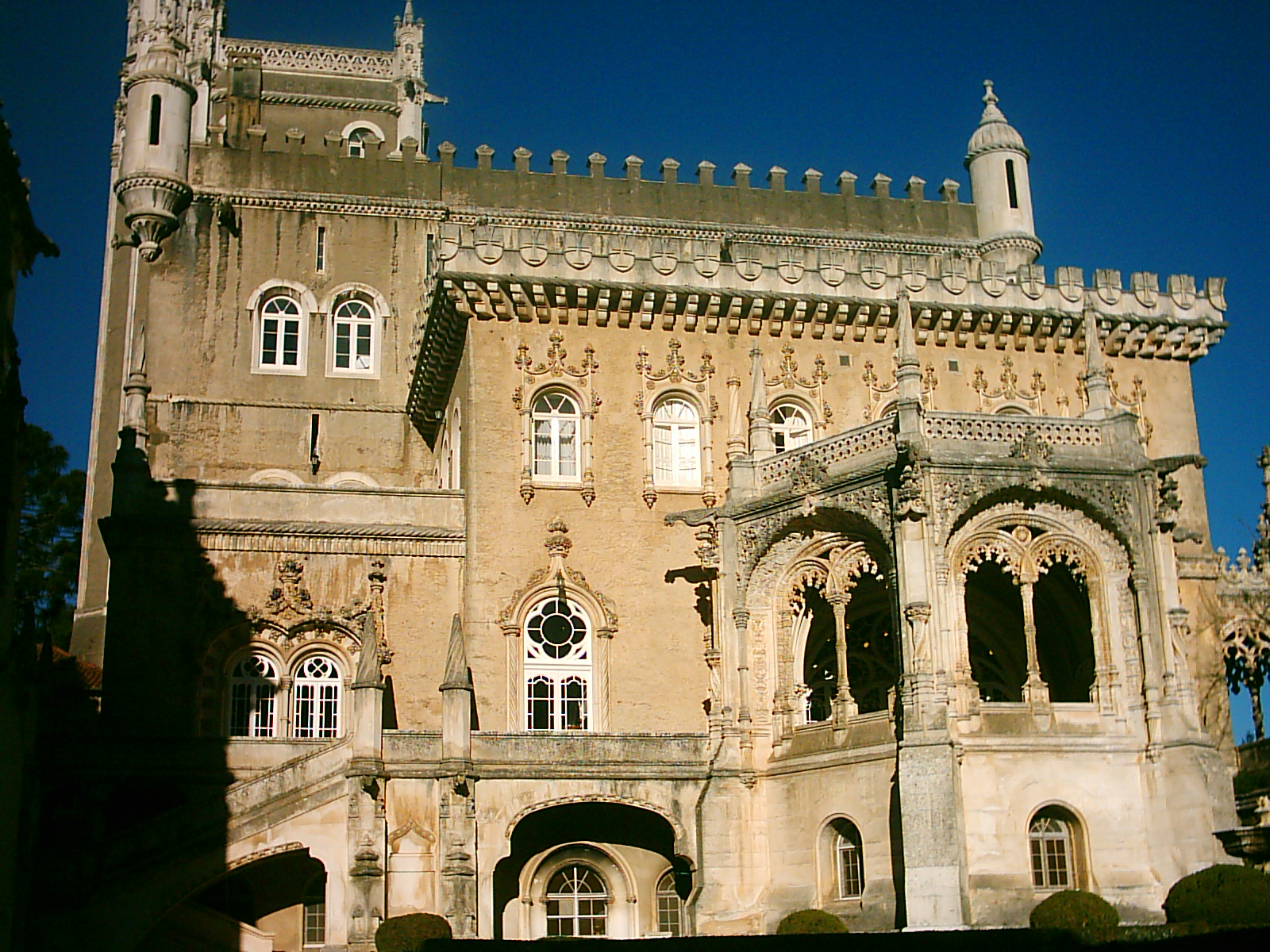
Palácio